# Beniowski
Beniowski – poemat dygresyjny Juliusza Słowackiego, którego pięć pierwszych pieśni powstało w latach 1840–1841 i zostało opublikowanych w 1841 roku. Pozostałe części poematu nie ukazały się za życia poety – wydał je Antoni Małecki w zbiorze Pism pośmiertnych Słowackiego. 
Treść utworu dotyczy wydarzeń podczas konfederacji barskiej, na tle walki z Rosjanami i zbuntowanymi chłopami ruskimi mającej miejsce na terenie kresowych województw ukrainnych Rzeczypospolitej. Akcja utworu opowiada o podróżach i losach szlachcica Maurycego Beniowskiego (wzorowanego na rzeczywistym awanturniku Maurycym Beniowskim). Zgodnie z regułami poematu dygresyjnego, fabuła obejmuje jedynie niewielką część utworu (ok. 50%); narrator wielokrotnie odchodzi od niej, aby przedstawić własne uwagi na temat aktualnego życia literackiego, sytuacji politycznej i społecznej, własnego życia itp. oraz refleksje autotematyczne. Utwór pisany jest oktawą, fabuła jest celowo zbudowana z elementów skonwencjonalizowanych, co ma podkreślać jej literackość, narrator posługuje się humorem i ironią.
Według lwowskiego historyka Juliusza Kleinera poemat miał być m.in. rozrachunkiem Słowackiego z nieprzychylną mu krytyką literacką oraz głosem w sporze poety z Adamem Mickiewiczem i jego zwolennikami, zarysowaniem własnego programu poetyckiego i próbą ustanowienia siebie, jako nowego przewodnika duchowego narodu. Był także próbą pokazania swojego obrazu dawnej polskości, innej niż ta przedstawiona w Panu Tadeuszu i popularnych ówcześnie Pamiątkach Soplicy. Forma utworu wzorowana była na Don Juanie Byrona.